# Мальцев, Владимир Андреевич
Владимир Андреевич Мальцев (род. 12 января 1946, г. Горький) — российский социолог, доктор социологических наук, кандидат технических наук, профессор, ректор Волго-Вятской академии государственной службы (с 1992 по 2011), директор Нижегородского института управления — филиала Российской академии народного хозяйства и государственной службы при Президенте РФ (с 2011 по 2015).

## Биография
Окончил радиотехнический факультет Горьковского политехнического института им. А. А. Жданова в 1970 году по специальности «Конструирование и технология производства радиоаппаратуры».
В 1970—1979 годах — ассистент, аспирант кафедры «Конструирование и технология производства радиоаппаратуры». Участвовал в создании новых учебных курсов по микроэлектронике и научного направления «функциональная  микроэлектроника».
В 1979 году защитил в Томском институте автоматизированных систем управления диссертацию на соискание учёной степени кандидата технических наук на тему «Исследование и разработка функциональных преобразователей и многоустойчивых элементов на оптронах».
В 1979—1984 годах — секретарь комитета комсомола, затем заместитель секретаря парткома Горьковского политехнического института имени А. А. Жданова.
В 1984—1991 годах — заведующий созданными им лабораторией и кафедрой информационных технологий Горьковской высшей партийной школы. Направление деятельности: использование электронных вычислительных машин в обучении руководящих кадров и применение перспективных информационных технологий в работе органов власти.
В 1989—1991 годах — докторант Академии общественных наук при ЦК КПСС (Москва).
В 1992—1995 годах — директор Волго-Вятского кадрового центра (новый вуз, созданный на базе Высшей партийной школы).
В 1995—2011 годах — ректор Волго-Вятской академии государственной службы.
В 2011—2015 годах — директор Нижегородского института управления — филиала Российской академии народного хозяйства и государственной службы при Президенте РФ.
Доктор социологических наук, тема диссертации — «Формирование государственного служащего современного типа» (2005 г., Российская академия государственной службы при Президенте РФ), профессор, действительный член Международной академии менеджмента и Международного союза экономистов, член Правления Вольного экономического общества России.
Основное направление научной и практической деятельности: научно-методологические аспекты развития высшего образования, использование информационных технологий в обучении.
Автор более 120 научных работ, включая монографии и 3 авторских свидетельства на изобретения.
Женат, имеет двоих детей и трёх внуков. Проживает в Нижнем Новгороде.